# حليمة مغول
حليمة خليف مغول (بالصومالية: Xaliimo Khaliif Cumar)‏ (2 مايو 1948-19 مارس 2004) مغنية صومالية.

## نشأتها
ولدت حليمة مغول في مدينة طوسمريب عاصمة محافظة جلجدود بوسط الصومال لعائلة من قبيلة الهوية، وكان لها خمسة أشقاء.
في عام 1959 انضمت حليمة إلى فرقة موسيقية صغيرة مقرها العاصمة الصومالية مقديشو، في الوقت الذي كانت تعيش فيه في منزل ابن عمها محمد حاشي، في نفس العام انتقلت إلى مدينة هرجيسا ثاني أكبر مدينة صومالية، برفقة فرقة "وابري" الموسيقية، وأطلق عليها زميلها مؤلف الأغاني يوسف حاجي آدم اسم Magool (أي "الزهرة") وهو اللقب الذي اشتهرت به.
في منتصف الستينيات عادت مغول إلى العاصمة مقديشو، وتزوجت من جنرال شاب يُدعى محمد نور جلال، ولم يدم الزواج لكن شعبيتها استمرت في الارتفاع.

## مسيرتها الغنائية
في السبعينيات غنت مغول أغانٍ وطنية شهيرة في الوقت الذي خاض فيه الصومال حربا مع إثيوبيا للسيطرة على المنطقة الصومالية.
في أواخر السبعينيات، وبجانب غنائها أغاني الحب، بدأت مغول أيضًا غناء أغاني إسلامية تنتقد الحكومة العسكرية الحاكمة في الصومال آنذاك، ونتيجة لذلك اختارت مغادرة البلاد نتيجة الضغوطات، وبقيت في الخارج حتى عام 1987، وعادت ذلك العام لتقيم حفلها الموسيقي بمناسبة عودتها إلى العاصمة مقديشو بعنوان "مقديشو ومغول" والذي يعتبر حتى الآن أنجح حفل موسيقي في تاريخ الصومال، حيث أشارت تقارير إلى أن أكثر من 160 ألف شخص حضروا المناسبة في استاد مقديشو.
أداء مغول الفريد، وقدرتها على الحفظ، وصوتها العميق والعاطفي أكسبها لقب Hooyadii Fanka "أم الفن".

## وفاتها
في 19 مارس 2004 توفيت حليمة مغول في مستشفى بأمستردام بعد إصابتها بسرطان الثدي، ولم تكن رزقت بأطفال، إلا أن ابن أختها هو مغني الراب الصومالي الكندي الشهير كينان.

## روابط خارجية
- أغاني مغول
- "الرجل الشجاع لا يحتاج إلى أسلحة" . روبن دينسلو ، الحارس . الجمعة 25 مايو 2007